# ديكسي إيفانز
ديكسي إيفانز (بالإنجليزية: Dixie Evans)‏ هي راقصة وعارضة وممثلة أمريكية، ولدت في 28 أغسطس 1926 في لونغ بيتش في الولايات المتحدة، وتوفيت في 3 أغسطس 2013 في لاس فيغاس في الولايات المتحدة.

## وصلات خارجية
- ديكسي إيفانز على موقع IMDb (الإنجليزية)
- ديكسي إيفانز على موقع قاعدة بيانات الفيلم (الإنجليزية)